# Cantón de Réchicourt-le-Château
El cantón de Réchicourt-le-Château era una división administrativa francesa, que estaba situada en el departamento de Mosela y la región de Lorena.

## Composición
El cantón estaba formado por catorce comunas:
- Assenoncourt
- Avricourt
- Azoudange
- Foulcrey
- Fribourg
- Gondrexange
- Guermange
- Hertzing
- Ibigny
- Languimberg
- Moussey
- Réchicourt-le-Château
- Richeval
- Saint-Georges

## Supresión del cantón de Réchicourt-le-Château
En aplicación del Decreto nº 2014-183 de 18 de febrero de 2014,el cantón de Réchicourt-le-Château fue suprimido el 22 de marzo de 2015 y sus 14 comunas pasaron a formar parte del nuevo cantón de Sarrebourg.